# Verbindingsloos protocol
Een verbindingsloos protocol (Engels: connectionless protocol) is een type netwerkprotocol dat niet afhankelijk is van een van tevoren opgebouwde verbinding tussen zender en ontvanger. De zender verstuurt de data zonder te weten of de ontvanger bereid is de data te accepteren. Dit wil zeggen dat een verbindingsloos protocol per definitie "onbetrouwbaar" is aangezien de zender geen mogelijkheid heeft te controleren of de boodschap correct is overgedragen.
Betrouwbaarheid kan wel worden gerealiseerd door boven op het verbindingsloze protocol een betrouwbaar protocol (zoals TFTP) te implementeren.
De bekendste voorbeelden van verbindingsloze protocollen zijn UDP en ICMP. Dergelijke protocollen worden gebruikt voor toepassingen waar een vlotte doorstroming belangrijker is dan een foutloze overdracht, zoals streaming video.